# 罗马-伊特鲁里亚战争
罗马-伊特鲁里亚战争指的是在古罗马早期（罗马王国及罗马共和国）罗马人与伊特鲁里亚人之间所发生的一系列战争。对这一系列战争，尤其是战争的早期阶段，我们知之甚少，同时大部分信息都单方面来自于罗马史料。

## 战争结果
武尔齐人较为强大，是最后一个被征服的伊特鲁里亚部落，他们于公元前280年被提比略·科伦卡尼乌斯击败。
罗马-伊特鲁里亚战争以罗马的最终胜利告终。战后伊特鲁里亚人逐渐被罗马同化，罗马也成为一个能与希腊人和迦太基人比肩的地中海超级大国。不过需要注意的是，伊特鲁里亚语被拉丁语取代的速度较慢，在300年后才逐渐消亡。